# Svetlana Alilujeva
Svetlana Josifovna Alilujeva (gruzinsko სვეტლანა იოსებინა ალილუევა, rusko Светла́на Ио́сифовна Аллилу́ева), rojena Svetlana Josifovna Stalina (gruzinsko სვეტლანა იოსებინა სტალინა, rusko Светла́на Ио́сифовна Сталина), kasneje znana kot Lana Peters, hči Josipa Stalina, * 28. februar 1926, † 22. november 2011.
Svetlana je bila najmlajši otrok in edina hči sovjetskega diktatorja Josipa Stalina in njegove druge žene Nadežde Alilujeve.
Po očetovi smrti leta 1953 je prevzela materin priimek in se preimenovala v Svetlano Alilujevo, leta 1967 pa je iz Sovjetske zveze prebežala v ZDA, kjer se je leta 1970 poročila z Američanom Williamom Wesleyjem Petersom. Takrat je ponovno spremenila ime in postala Lana Peters.